# スタジオカフカ
株式会社スタジオカフカ（英: Studio Kafka Co., Ltd.）は、日本のアニメ制作会社。株式会社EOTAの子会社。

## 概要
『魔法使いの嫁』の新たなOADシリーズである『魔法使いの嫁 西の少年と青嵐の騎士』の制作を目的にツインエンジン（EOTA）の子会社として設立。
2020年に『魔法使いの嫁』アニメ新プロジェクトが発足し、この時、制作として立ち上がったのが後に創業者となる成瀬と寺澤であり、ツインエンジンの代表取締役を務める山本幸治の後押しによりその後、阿比留に声をかけ当社の設立に至った。
代表取締役にはラパントラックで『さらざんまい』の制作デスクを務めた成瀬晃一が就任。社名の由来は村上春樹の小説『海辺のカフカ』から取ったもの。
主なスタッフには『ヴィンランド・サガ』などのキャラクターデザインを担当した阿比留隆彦、『オーバーロード』などの絵コンテ、演出を務めた寺澤和晃などが所属している。代表の成瀬を含め3人はかつてスタジオヴォルンを経てWIT STUDIOに所属していた。
2024年、本社を東京都中野区東中野1丁目11番7号 ハイカットビル6Fから同区中野2丁目24番11号 住友不動産中野駅前ビル14階へ移転。

## 作品履歴

### テレビアニメ
| 開始年 | 放送期間    | タイトル             | 監督     | シリーズ構成 | アニメーション プロデューサー | 原作 | 備考      |
| ------ | ----------- | -------------------- | -------- | ------------ | ----------------------------- | ---- | --------- |
| 2023年 | 4月 - 6月   | 魔法使いの嫁 SEASON2 | 寺澤和晃 | 寺澤和晃     | 成瀬晃一 長谷川博哉           | 漫画 | 第1クール |
| 2023年 | 10月 - 12月 | 魔法使いの嫁 SEASON2 | 寺澤和晃 | 寺澤和晃     | 成瀬晃一 長谷川博哉           | 漫画 | 第2クール |

### OVA
| 発売年 | タイトル                          | 監督     | アニメーション プロデューサー | 原作 |
| ------ | --------------------------------- | -------- | ----------------------------- | ---- |
| 2021年 | 魔法使いの嫁 西の少年と青嵐の騎士 | 寺澤和晃 | 成瀬晃一 長谷川博哉           | 漫画 |